# Dirlos
Dirlos ist ein Ortsteil der Gemeinde Künzell im osthessischen Landkreis Fulda.

## Geografische Lage
Dirlos liegt im Vorland der Rhön. Durch das Dorf fließt die Haune.

## Geschichte

### Ortsgeschichte
Die älteste bekannte schriftliche Erwähnung von Dirlos erfolgte im Jahr 1318.
Zum 1. April 1972 wurde im Zuge der Gebietsreform in Hessen die bis dahin selbständige Gemeinde Dirlos auf freiwilliger Basis in die Fuldaer Stadtrandgemeinde Künzell eingemeindet. Wie für alle nach Künzell eingegliederten Gemeinden wurde auch für Dirlos ein Ortsbezirk gebildet.
Im Jahr 2005 feierte man in Dirlos das 700-jährige Jubiläum des Dorfes.

### Verwaltungsgeschichte im Überblick
Die folgende Liste zeigt die Staaten und Verwaltungseinheiten, denen Dirlos angehört(e):
- vor 1803: Heiliges Römisches Reich, Hochstift Fulda, Centoberamt Fulda
- 1803–1806: Heiliges Römisches Reich, Fürstentum Nassau-Oranien-Fulda, Amt Fulda
- 1806–1810: Kaiserreich Frankreich, Fürstentum Fulda (Militärverwaltung)
- 1810–1813: Großherzogtum Frankfurt, Departement Fulda, Landdistrikt Fulda
- ab 1816: Kurfürstentum Hessen, Großherzogtum Fulda, Landamt Fulda
- ab 1821/22: Kurfürstentum Hessen, Provinz Fulda, Kreis Fulda[6][Anm. 2]
- ab 1848: Kurfürstentum Hessen, Bezirk Fulda
- ab 1851: Kurfürstentum Hessen, Provinz Fulda, Kreis Fulda
- ab 1867: Norddeutscher Bund[Anm. 3], Königreich Preußen,[Anm. 4] Provinz Hessen-Nassau, Regierungsbezirk Kassel, Kreis Fulda
- ab 1871: Deutsches Reich, Königreich Preußen, Provinz Hessen-Nassau, Regierungsbezirk Kassel, Kreis Fulda
- ab 1918: Deutsches Reich, Freistaat Preußen, Provinz Hessen-Nassau, Regierungsbezirk Kassel, Kreis Fulda
- ab 1944: Deutsches Reich, Freistaat Preußen, Provinz Kurhessen, Landkreis Fulda
- ab 1945: Amerikanische Besatzungszone, Groß-Hessen, Regierungsbezirk Kassel, Landkreis Fulda
- ab 1946: Amerikanische Besatzungszone, Land Hessen, Regierungsbezirk Kassel, Landkreis Fulda
- ab 1949: Bundesrepublik Deutschland, Land Hessen, Regierungsbezirk Kassel, Landkreis Fulda
- ab 1972: Bundesrepublik Deutschland, Land Hessen, Regierungsbezirk Kassel, Landkreis Fulda, Gemeinde Künzell

## Bevölkerung

### Einwohnerstruktur 2011
Nach den Erhebungen des Zensus 2011 lebten am Stichtag dem 9. Mai 2011 in Dirlos 1899 Einwohner. Darunter waren 48 (2,5 %) Ausländer.
Nach dem Lebensalter waren 372 Einwohner unter 18 Jahren, 765 waren zwischen 18 und 49, 351 zwischen 50 und 64 und 411 Einwohner waren älter.
Die Einwohner lebten in 828 Haushalten. Davon waren 234 Singlehaushalte, 270 Paare ohne Kinder und 228 Paare mit Kindern, sowie 78 Alleinerziehende und 15 Wohngemeinschaften. In 204 Haushalten lebten ausschließlich Senioren und in 540 Haushaltungen leben keine Senioren.

### Einwohnerentwicklung
- 1812: 22 Feuerstellen, 189 Seelen

| Dirlos: Einwohnerzahlen von 1812 bis 2022 | Dirlos: Einwohnerzahlen von 1812 bis 2022 | Dirlos: Einwohnerzahlen von 1812 bis 2022 | Dirlos: Einwohnerzahlen von 1812 bis 2022 | Dirlos: Einwohnerzahlen von 1812 bis 2022 |
| --- | ----------------------------------------- | ----------------------------------------- | ----------------------------------------- | ----------------------------------------- |
| Jahr |                                           |                                           |                                           | Einwohner                                 |
| 1812 | 1812                                      |                                           | 189                                       | 189                                       |
| 1834 | 1834                                      |                                           | 231                                       | 231                                       |
| 1840 | 1840                                      |                                           | 240                                       | 240                                       |
| 1846 | 1846                                      |                                           | 225                                       | 225                                       |
| 1852 | 1852                                      |                                           | 232                                       | 232                                       |
| 1858 | 1858                                      |                                           | 246                                       | 246                                       |
| 1864 | 1864                                      |                                           | 234                                       | 234                                       |
| 1871 | 1871                                      |                                           | 227                                       | 227                                       |
| 1875 | 1875                                      |                                           | 197                                       | 197                                       |
| 1885 | 1885                                      |                                           | 245                                       | 245                                       |
| 1895 | 1895                                      |                                           | 297                                       | 297                                       |
| 1905 | 1905                                      |                                           | 310                                       | 310                                       |
| 1910 | 1910                                      |                                           | 311                                       | 311                                       |
| 1925 | 1925                                      |                                           | 429                                       | 429                                       |
| 1939 | 1939                                      |                                           | 503                                       | 503                                       |
| 1946 | 1946                                      |                                           | 682                                       | 682                                       |
| 1950 | 1950                                      |                                           | 748                                       | 748                                       |
| 1956 | 1956                                      |                                           | 758                                       | 758                                       |
| 1961 | 1961                                      |                                           | 859                                       | 859                                       |
| 1967 | 1967                                      |                                           | 1.015                                     | 1.015                                     |
| 1970 | 1970                                      |                                           | 1.073                                     | 1.073                                     |
| 1980 | 1980                                      |                                           | ?                                         | ?                                         |
| 1990 | 1990                                      |                                           | ?                                         | ?                                         |
| 2000 | 2000                                      |                                           | ?                                         | ?                                         |
| 2011 | 2011                                      |                                           | 1.899                                     | 1.899                                     |
| 2022 | 2022                                      |                                           | 2.084                                     | 2.084                                     |
| Datenquelle: Historisches Gemeindeverzeichnis für Hessen: Die Bevölkerung der Gemeinden 1834 bis 1967. Wiesbaden: Hessisches Statistisches Landesamt, 1968. Weitere Quellen: LAGIS; Gemeinde Kürzell; Zensus 2011 |                                           |                                           |                                           |                                           |

### Historische Religionszugehörigkeit
| • 1885: | 5 evangelische (= 2,04 %), 240 katholische (= 97,96 %) Einwohner    |
| • 1961: | 179 evangelische (= 20,84 %), 659 katholische (= 76,72 %) Einwohner |

## Politik
Für Dirlos besteht ein Ortsbezirk (Gebiete der ehemaligen Gemeinde Dietershausen) mit Ortsbeirat und Ortsvorsteher nach der Hessischen Gemeindeordnung.
Der Ortsbeirat besteht aus sieben Mitgliedern. Bei den Kommunalwahlen in Hessen 2021 betrug die Wahlbeteiligung zum Ortsbeirat 58,82 %. Dabei wurden gewählt: vier Mitglieder der CDU, zwei Mitglieder der CWE und ein Mitglied der SPD. Der Ortsbeirat wählte Rainer Klüber (CDU) zum Ortsvorsteher.

## Sehenswürdigkeiten

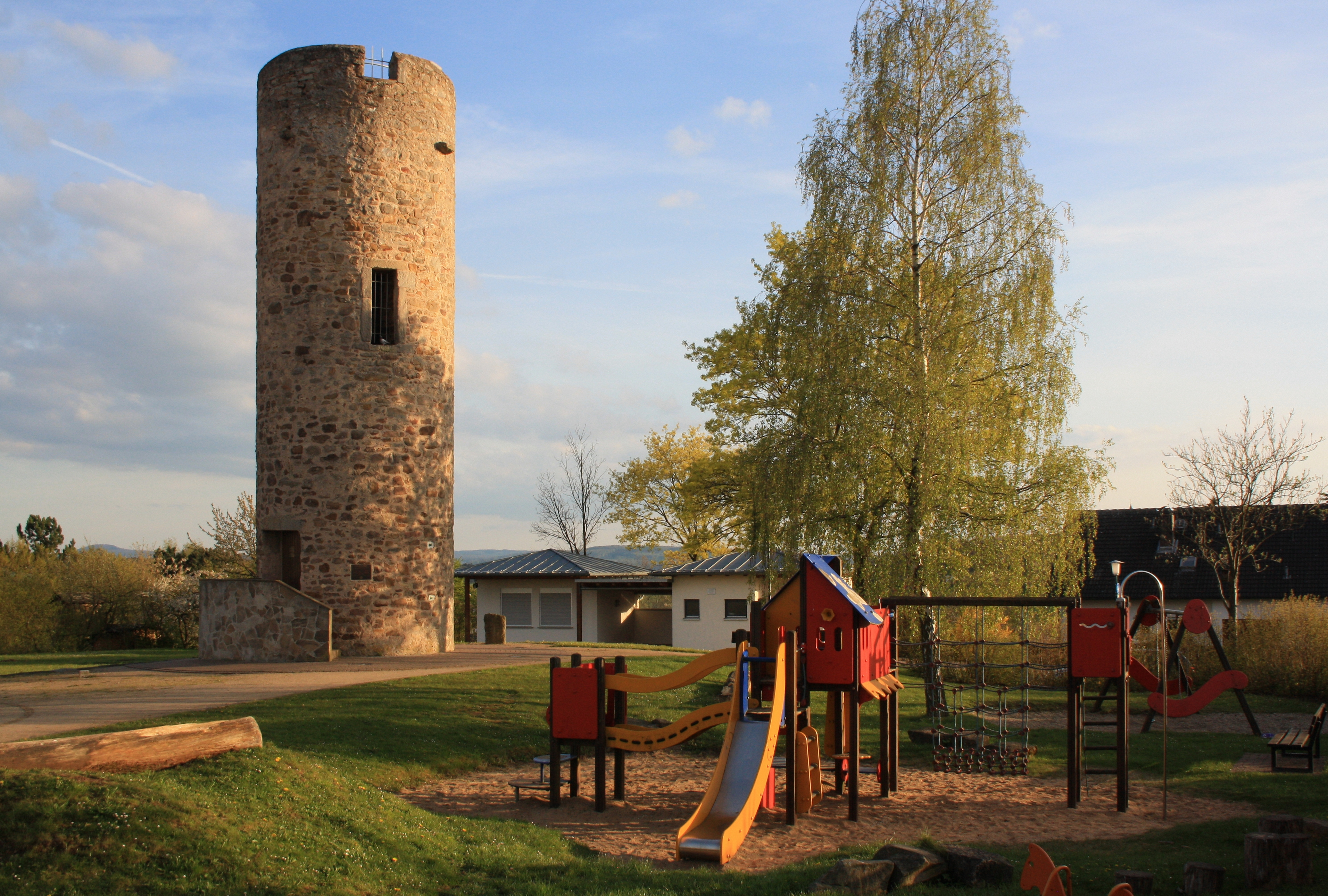
Dicker Turm

- Der frühere Wartturm Dicker Turm, um den ein Freizeitgelände mit Spielplatz angelegt wurde und der vom Rhönklub als Aussichtsturm umgebaut wurde
- Die römisch-katholische St.-Antonius-von-Padua-Kirche mit angrenzendem Friedhof.